# Xestia trifida
Xestia trifida is een vlinder uit de familie uilen (Noctuidae). De wetenschappelijke naam is voor het eerst geldig gepubliceerd in 1820 door Fischer v. Waldheim.
De soort komt voor in Europa.